# توربیین تار
توربیین تار (به سوئدی: Torbjörntorp) یک منطقهٔ مسکونی در سوئد است که در بخش فالشوپینگ واقع شده‌است. توربیین تار ۰٫۷۴ کیلومتر مربع مساحت و ۴۷۵ نفر جمعیت دارد.